# П.С.: После смерти
«П.С.: После смерти» (англ. A.D.: After Death) — ограниченная серия комиксов, состоящая из 3 выпусков, которую в 2016—2017 годах издавала компания Image Comics.

## Синопсис
События разворачиваются в будущем, где было найдено лекарство от смерти. Главным героем является Джон Кук, которого преследует его собственное прошлое.

### Выпуски
| № | Название                                                | Дата выхода     | Оценка на Comic Book Roundup    | Предполагаемый объём продаж (первый месяц) |
| - | ------------------------------------------------------- | --------------- | ------------------------------- | ------------------------------------------ |
| 1 | Страна мёда и молока (англ. The Land of Milk and Honey) | 23 ноября 2016  | 9,3 из 10 на основе 19 рецензий | 30 626, позиция в Северной Америке — 95    |
| 2 | Прощальный костюм (англ. The Goodbye Suit)              | 28 декабря 2016 | 9,2 из 10 на основе 7 рецензий  | 21 844, позиция в Северной Америке — 109   |
| 3 | Станция «Собиратель» (англ. Forager Station)            | 10 мая 2017     | 9,6 из 10 на основе 7 рецензий  | 20 536, позиция в Северной Америке — 122   |

### Сборники
| Название          | Тип              | Дата выхода  | Собранный материал     | Кол-во страниц | ISBN                       | Предполагаемый объём продаж (первый месяц) |
| ----------------- | ---------------- | ------------ | ---------------------- | -------------- | -------------------------- | ------------------------------------------ |
| A.D.: After Death | Твёрдый переплёт | 28 июня 2017 | A.D.: After Death #1-3 | 256            | 978-1632158680, 163215868X | 3 776, позиция в Северной Америке — 9      |

## Отзывы
На сайте Comic Book Roundup серия имеет оценку 9,4 из 10 на основе 33 рецензий. Джесс Шедин из IGN дал первому выпуску 8,8 балла из 10 и посчитал, что он «очень эмоциональный, красиво оформленный и очень разнообразный в своём представлении». Мэтью Сибли из Newsarama поставил дебюту оценку 9 из 10 и похвалил художников. А. Чаудер из ComicsVerse присвоил первой книге рейтинг в 94 % и написал, что «стиль Лемира отражает атмосферу обречённости и мрака, не жертвуя при этом простотой, что делает Снайдера и Лемира поистине командой мечты». Тони Герреро из Comic Vine вручил второму выпуску 5 звёзд из 5 и отметил, что «рисунки и цвета Лемира фантастичны, но проза Снайдера позволяет истории пойти намного глубже».